# Lysiphlebia chrysanthemum
Lysiphlebia chrysanthemum är en stekelart som beskrevs av Zhiming Dong och Wang 1993. Lysiphlebia chrysanthemum ingår i släktet Lysiphlebia och familjen bracksteklar. Inga underarter finns listade i Catalogue of Life.